# 差動回転
差動回転（さどうかいてん、differential rotation）とは、主に天文学で、天体の各部分が異なる角速度で回転する様子を指す言葉である。微分回転とも言う。これに対して各部分が同じ角速度で一体となって回転することを剛体回転と呼ぶ。
流体や質点系と見なせる天体には差動回転しているものが多い。例として、ブラックホールや中性子星などのコンパクト天体を取り巻く降着円盤や、円盤銀河、原始星の周りの原始惑星系円盤などが挙げられる。これらの天体は中心に近いほど大きな角速度で回転している。降着円盤では差動回転のために円盤を構成するガス同士の粘性で摩擦熱が発生して高温に加熱され、X線やガンマ線を放射している。
また、太陽や木星・土星などのガス惑星も差動回転していることが知られている。これらの天体では緯度によって自転周期が異なっている。